# Nordsøværftet
Die dänische Nordsøværftet A/S (Nordseewerft) bestand von 1958 bis 1998 in Ringkøbing und war vor allem für die Serienproduktion von Küstenmotorschiffen bekannt.

## Einzelheiten
Der Schiffbauingenieur Erik Falslev Jacobsen arbeitete von 1949 bis 1951 auf der Helsingør Jernskibs- og Maskinbyggeri. Da in der dänischen Fischereiflotte in den 1950er Jahren viele Holzkutter durch Stahlkutter ersetzt wurde, sah er die Grundlage für eine neue Werft. Daher wurde am 12. August 1958 von Jacobsen zusammen mit Egon Sørensen, Ole Homann und P. E. la Cour die Nordsøværftet gegründet. Nachdem anfangs nur Fischereifahrzeuge aus Stahl gebaut wurden, kamen ab 1960 auch Küstenmotorschiffe hinzu. In den Jahren von 1966 bis 1977 entstand eine große Serie von 61 Küstenmotorschiffen des Typ 61, der mit 299 Bruttoregistertonnen vermessen war. Es folgten zahlreiche weitere Serien mit jeweils größeren Küstenmotorschiffen aber auch anderen Schiffstypen. 
Da alle Einheiten der Nordsøværftet seewärts den Ringkøbing-Fjord und die Schleuse bei Hvide Sande passieren mussten, baute das Unternehmen nur Schiffe bis zu einer bestimmten Größe.
Die Werft, die in Spitzenzeiten bis zu 400 Mitarbeiter beschäftigte, geriet in den 1990er Jahren durch die Marktentwicklung hin zu immer größeren Schiffen, fehlenden Bauaufträgen und einigen erfolglosen Bauprojekten in eine wachsende finanzielle Schieflage und musste 1997 schließlich Konkurs anmelden. 1997 hatte die Werft noch 320 Beschäftigte und das letzte von 232 Schiffe der Nordsøværftet wurde 1998 abgeliefert.